# Stazione di Irumashi
La stazione di Irumashi (入間市駅?, Irumashi-eki) è una stazione ferroviaria della città di Iruma, situata nella prefettura di Saitama, in Giappone. La stazione è servita dalla linea Seibu Ikebukuro delle Ferrovie Seibu.

## Linee
Ferrovie Seibu
● Linea Seibu Ikebukuro

## Struttura
La stazione possiede due marciapiedi a isola e uno laterale con quattro binari passanti in superficie. Il binario 1 è utilizzato esclusivamente per i treni espressi limitati.
| 1   | ● Linea Seibu Ikebukuro | per Hannō e Seibu-Chichibu (esp. limitati) |
| 2-3 | ● Linea Seibu Ikebukuro | per Hannō e Seibu-Chichibu |
| 4-5 | ● Linea Seibu Ikebukuro | per Tokorozawa, Nerima, Ikebukuro e - Shin-Kiba via Linea Yūrakuchō - Shibuya via Linea Fukutoshin (prosecuzione per Yokohama via linea Tōkyū Tōyoko) |

## Stazioni adiacenti
| «                     | Servizio                                               | »                     |
| Linea Seibu Ikebukuro | Linea Seibu Ikebukuro                                  | Linea Seibu Ikebukuro |
| --------------------- | ------------------------------------------------------ | --------------------- |
| Inariyama-kōen        | Locale Semiespresso Rapido Espresso pendolari Espresso | Bushi                 |
| Inariyama-kōen        | Espresso Rapido                                        | Hannō                 |